# 국립한글박물관 화재 사고
국립한글박물관 화재 사고는 대한민국에 위치한 국립한글박물관에서 2025년 2월 1일에 오전 8시 40분경에 일어난 화재 사건이다.
화재의 원인은 박물관 증축공사를 위해 용접 작업을 하던 중 불이 난 것으로 추정된다. 공사로 인해 휴관 중이어서 관람객은 없었으며, 박물관 내부에 있던 작업자 6명 중에 4명은 스스로 대피하였고, 나머지 2명은 소방대원들에 의해 구조되었다. 다만, 박물관 내부로 진입하던 소방대원 1명이 떨어지는 철근으로 인해 부상을 당하여 병원으로 옮겨진 상황이다.
화재가 일어난 박물관에서 소장하고 있던 다수의 문화재는 화재 연기로 인한 손상을 방지하기 위해 국립중앙박물관으로 옮겨지는 중이다.

## 전개
2025년 2월 1일 오전 8시 40분경 박물관 3~4층에서 화재가 발생하였다. 같은 시각 불이 났다는 신고가 접수되었고, 오전 9시 41분경 소방 대응 1단계가 발령되었고, 화재 진화를 위해 장비 39대와 인력 140여명이 동원되었다. 화재가 난 박물관에 있던 작업자 6명 중 4명은 스스로 대피하였고, 2명은 구조되었다.
인명피해는 확인되지 않으며, 문화재 피해도 없다고 한다. 인명구조를 위해 박물관에 진입하던 소방대원 1명이 낙하 중이던 철근에 맞아 병원으로 옮겨졌으나, 생명에는 지장이 없다고 한다.